# لمفوما الأرومات البلازمية
تعتبر لمفوما الأرومات البلازمية أحد أنواع لمفوما الخلايا البائية الكبيرة، وتنتمي إلى مجموعة الأورام اللمفاوية البلازمية المتمايزة تبعًا لتصنيف منظمة الصحة العالمية في عام 2017. تضم هذه المجموعة الفرعية الأورام اللمفاوية التالية: لمفوما الخلايا البلازمية، ولمفوما الانصباب البدئي سواء كانت إيجابية أو سلبية فيروس الهربس المرتبط بساركوما كابوزي، ولمفوما الخلايا البائية الكشمية إيجابية الكيناز، واللمفوما بائية الخلايا إيجابية فيروس الهربس البشري 8. تمتلك الخلايا البلازمية في هذه الأروام صفات الخباثة، ما يسبب توقف الخلايا البلازمية عن التمايز إلى خلايا ناضجة، ويؤدي إلى تكاثرها بشكل مفرط وتراكمها في الأنسجة والأعضاء المختلفة.
يفشل البعض في التمييز بين لمفوما الأرومات البلازمية وبقية الأورام اللمفاوية البلازمية الخبيثة، يمتلك كل ورم في هذه المجموعة شذوذات جينية خاصة وسمات سريرية وشكلية مميزة. تتداخل السمات الرئيسية لهذه المجموعة مع الصفات العامة للأورام اللمفاوية، ما يجعل من تشخيصها بشكل دقيق تحديًا حقيقًا. يختلف علاج وإنذار هذه الأنواع من اللمفوما، ويجب تشخيصها بشكل دقيق.
تعتبر الأورام اللمفاوية البلازمية نادرة الحدوث وصعبة التشخيص، تمتلك طبيعة عدوانية خبيثة، وتستجيب بشكل سيئ للعلاج الكيميائي. تصيب عادةً الذكور المصابين بفيروس نقص المناعة البشرية، أو المرضى الخاضعين لزراعة الأعضاء الصلبة، أو الذين يعانون من أحد أشكال التثبيط المناعي، يتمتع حوالي 5% من المصابين بلمفوما الأرومات البلازمية بأهلية مناعية (لا يعانون من خلل واضح في جهاز المناعة). تشكل إصابة الخلايا البلازمية بفيروس إيبشتاين سببًا محتملًا للإصابة بلمفوما الأرومات البلازمية، وقد أثبت وجوده في أكثر من نصف الحالات. قد يحدث التحول البلازمي للمفوما الخلايا البائية منخفضة الدرجة، ويعتبر ذلك سببًا نادرًا للإصابة بلمفوما الأرومات البلازمية. تعتبر لمفوما الأرومات البلازمية لدى كبار السن أحد أنواع لمفوما الأرومات البلازمية، تتميز بسهولة التشخيص بالمقارنة مع بقية الأنواع، وتحدث بسبب نقص المناعة المرافق للتقدم بالعمر.

## التظاهرات
تنمو آفات لمفوما الأرومات البلازمية بسرعة، وتتظاهر على شكل كتل من الأنسجة الرخوة، قد تتقرح هذه الكتل أو تنزف وقد تكون مؤلمة. أجريت العديد من المراجعات الحديثة للحالات المنشورة، كان معظم المصابين بلمفوما الأرومات البلازمية في منتصف العمر أو من كبار السن (تتراوح أعمارهم من 1 إلى 88 عامًا، يبلغ متوسط العمر 58عام)، شكل الذكور حوالي 73% من الحالات. أبلغت بعض الحالات النادرة عن إصابة الأطفال بالورم. تصيب هذه الأروام العقد اللمفاوية بشكل أكثر شيوعًا (حوالي 23% من الحالات)، ثم الجهاز الهضمي (حوالي 18%)، ونخاع العظام (16%)، وتجويف الفم (12%). تشمل الأنسجة الأقل إصابة الجلد، والجهاز البولي التناسلي، والجيوب المجاورة للأنف، والرئة، والعظام.
قد تصيب لمفوما الأرومات البلازمية العقد اللمفاوية بشكل أولي، وقد تظهر في الفم، أو في الجلد في بعض الحالات النادرة، يكتشف الورم لدى معظم المرضى (40% من الحالات) في مراحله الثالثة أو الرابعة، ويتظاهر بأعراض جهازية مثل الحمى والتعرق الليلي وفقدان الوزن الحديث. تحدث 48% إلى 63% من حالات لمفوما الخلايا البلازمية لدى المصابين بفيروس نقص المناعة البشرية. يصاب حوالي 80% من مرضى نقص المناعة البشرية بفيروس إيبشتاين بار، بينما يصاب حوالي 50% فقط من الأفراد سلبيي فيروس نقص المناعة البشرية بفيروس إيبشتاين بار. أثبت وجود فيروس إيبشتاين بار لدى 85% من مرضى زراعة الأعضاء الذين أصيبوا بلمفوما الأرومات البلازمية بعد عملية الزرع. تكون الإصابة شديدة لدى معظم مرضى نقص المناعة البشرية ومرضى زراعة الأعضاء. تكون حالات الإصابة التالية لفيروس إيبشتاين بار أقل عدائيةً بشكل واضح. تكون حالات الإصابة لدى كبار السن (> 68 عامًا) أقل عدائيةً أيضًا.

## التشخيص
تفحص العينات النسيجية من الكتل الورمية تحت المجهر، يُظهر الفحص تكاثر منتشر لخلايا مشابهة للأرومة المناعية مع سمات الخلايا البلازما أما يعرف بالأرومات البلازمية. يبدي التلوين المناعي لهذه الخلايا غياب واسمات الخلية البائية مثل CD20 وPAX5 (يوجد CD20 بمستويات منخفضة في حوالي 10% من الحالات). تعتبر الخلايا الورمية عن واسمات الخلايا البلازما (مثل CD38، وCD138، وIR4 / MUM1، وXBP1، وIL21R، وPRDM1). قد تبدي الخلايا الورمية شذوذات في البنية أو في التعبير الجيني، تعتبر المراتبة والإفراط في التعبير عن الجين الورمي MYC من الشذوذات الجينية المميزة لهذه الخلايا. يُدعم تشخيص لمفوما الأرومات البلازمية بوجود فيروس نقص المناعة البشرية، أو بوجود أسباب أخرى للضعف المناعي، أو سوابق الإصابة بلمفوما منخفضة الدرجة، أو إيجابية فيروس إيبشتاين بار في الأرومات البلازمية للآفات الورمية.

## العلاج
تتراوح الخيارات العلاجية للمفوما الأرومات البلازمية من العلاج الشعاعي للأورام الموضعة إلى أنظمة العلاج الكيميائي في الحالات المنشرة. يتضمن نظام العلاج الكيميائي CHOP (سيكلوفوسفاميد، وهيدروكسيدوكسوروبيسين أو دوكسوروبيسين، وفينكريستين، وإما بريدنيزون أو بريدنيزولون). توجد أنظمة مشابهة ل CHOP (يضاف إليها الإيتوبوسيد). يتضمن النظام hyper-CVAD-MA (السيكلوفوسفاميد، والفينكريستاسين، والدوكسوربيسين، وجرعة عالية من الميثوتريكسات والسيتارابين). يتضمن نظام CODOX-M / IVAC (السيكلوفوسفاميد، والفينكريستين، والدوكسوروبيسين، وجرعة عالية من الميثوتريكسات والإفوساميد، والإيتوبوسيد، وجرعة عالية من السيتارابين). يتضمن نظام COMB (السيكلوفوسفاميد، أو نكوفين، وميثيل-CCNU، والبليومايسين). تشمل أدوية الحقن الوريدي في نظام EPOCH (الإيتوبوسيد، والبريدنيزون، والفينكريستين، والسيكلوفوسفاميد، والدوكسوروبيسين). لم تكن نتائج العلاج الشعاعي لوحده مجدية، يعالج مرضى الآفات الموضعة بأنظمة العلاج الكيميائي المعتمدة على الدوكسوروبيسين بالإضافة إلى العلاج الإشعاعي.

### العلاجات التجريبية
كانت نتائج تطبيق أنظمة العلاج الكيمائي المعيارية غير مرضية، ولذلك استخدمت أساليب جديدة لعلاج لمفوما الأرومات البلازمية. يستخدم بروتيزوماب بمفرده أو بشكل مرافق للعلاج الشعاعي أو لأنظمة العلاج الكيمائي التالية CHOP أو EPOCH أو THP-COP (بيراروبيسين وسيكلوفوسفاميد وفينكريستين وبريدنيزون)، تستخدم هذه الأنظمة لعلاج مرضى لمفوما الأرومات البلازمية حديثة البدء أو الناكسة. كانت نتائج الدراسات إيجابية، واستمر تقديم الدعم لإجراء المزيد من الدراسات. أجريت دراسة حديثة برعاية اتحاد الأورام الخبيثة المرافقة للإيدز بالتعاون مع المعهد الوطني للسرطان، يدرس من خلالها تأثير إضافة داراتوماب إلى نظام EPOCH في علاج لمفوما الأرومات البلازمية، وتحديد مدى سلامة وفعالية العلاج. يعتبر دارتوماب من الاجسام المضادة أحادية النسيلة، يرتبط بالواسم CD38 الموجود على سطح الخلايا الورمية البلازمية، ويعمل على قتلها بطريقة مباشرة أو غير مباشرة. أجرى مركز مدينة الأمل الطبي دراسة لتحديد فعالية وسلامة العلاج الجيني، يعتمد العلاج الجيني على استهداف الحمض النووي الريبي في جينوم فيروس نقص المناعة البشرية، ويستخدم لعلاج مرضى الايدز ومرضى لمفوما لاهوجكن بما في ذلك لمفوما الأرومات البلازمية.

## الإنذار
تحسن معدل البقاء لدى المرضى الخاضعين لأحد أنظمة العلاج الكيمائي السابق، وبلغ بشكل عام 32 شهر، وبلغ معدل البقاء الخالي من الأمراض 22 شهر. توصي الشبكة الوطنية الشاملة للسرطان بتطبيق الأنظمة المركزة (مثل hyper-CVAD-MA أو EPOCH)، حقق 40% من المرضى الخاضعين لهذه الأنظمة العلاجية معدل بقاء لمدة 5 سنوات، وكانت هذه السنوات خالية من الأمراض لدى 38% منهم. أجريت تجارب علاجية جديدة اعتمدت على زراعة الخلايا الجذعية المكونة للدم بالإضافة إلى العلاج الكيميائي. يعالج مرضى لمفوما الأرومات البلازمية المرافقة لفيروس نقص المناعة البشرية بمضادات الفيروسات القهقرية (HAART) الموجهة ضد فيروس نقص المناعة البشرية، لوحظ حدوث هجوع الأروام اللمفاوية لدى هؤلاء المرضى.